# Republica Socialistă Cehoslovacă

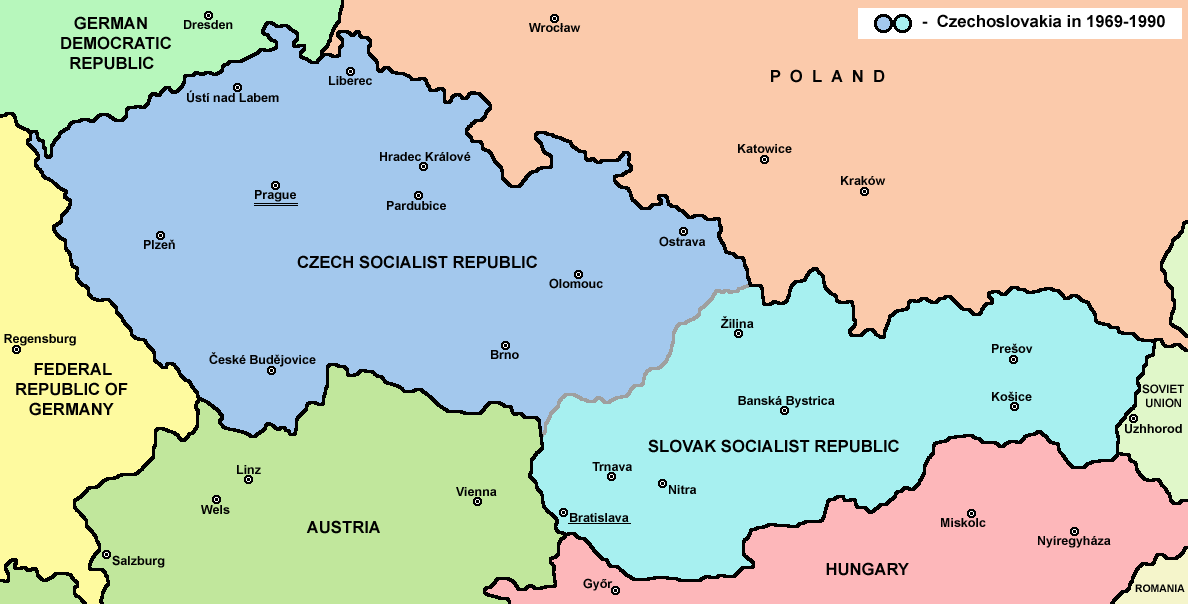
Cehoslovacia

Republica Socialistă Cehoslovacă (Československá socialistická republika în limbile cehă și slovacă, abreviat ČSSR) a fost numele oficial al Cehoslovaciei din 1960 până în anul 1990, un stat satelit sovietic din Blocul Estic. În urma loviturii de stat din februarie 1948, comuniștii cehoslovaci au preluat puterea cu sprijinul Uniunii Sovietice. Cehoslovacia a fost declarată republică populară. Numele tradițional Československá republika (Republica Cehoslovacă) a fost schimbat la 11 iulie 1960 în urma punerii în aplicare a Constituției în 1960. Denumirea „Republica Socialistă Cehoslovacă”, un simbol al „victoriei finale a socialismului”, a rămas așa până la Revoluția de catifea. Mai multe alte simboluri de stat s-au schimbat în 1960.

## Istorie

### Invazia comunistă din 1945
În aprilie 1945 a fost creată cea de a Treia Republică, o coaliție națională condusă de trei partide socialiste. Cu toate acestea, ulterior, Uniunea Sovietică a fost dezamăgită de faptul că guvernul nu a reușit să elimine influența "burgheză" în armată. Declinul a fost pentru un comunist victoria în alegerile din 1948. Sovieticii îl pun pe Edvard Beneš la putere. După atenta considerare scurta a Cehoslovaciei și mustrarea ulterioară a partidelor comuniste, Rudolf Slánský a revenit la Praga cu un plan pentru confiscarea definitivă a puterii, inclusiv de eliminarea dușmanilor de partid. Ulterior, ambasadorul sovietic Valerian Zorin dă acordul cehoslovac la lovitura de stat, urmată de ocupația de ministerelor non-comuniste, în timp ce armata a fost limitată la cazarmă. La 25 februarie 1948 Beneš a capitulat de teama unui război civil și a pus la conducere Partidul Comunist din Cehoslovacia (KSC), sub conducerea lui Klement Gottwald, stalinist, care a transformat țara într-o dictatură.
La 9 iunie 1948 țara s-a intitulat „republică populară”, nume pe care l-a păstrat până în 1960. Beneš a refuzat să semneze constituția din 1948. Aceasta prevedea faptul că KSC posedă puterea absolută, după modelul altor partide comuniste din Blocul de Est. La 11 iulie 1960 a fost promulgată Constituția din 1960 a Cehoslovaciei, cu schimbarea numelui țării din ”Republica Cehoslovacă” în ”Republica Socialistă Cehoslovacă”.

### Abolirea sistemului comunist
Informații suplimentare: Revoluția de catifea